# 타락한 노동자국가
타락한 노동자국가(러시아어: Выродившееся Pабочее Государство)는 정치권력에서 프롤레타리아 계급이 소외되고 노멘클라투라 계급이 주도하는 비정상적인 프롤레타리아 독재를 설명하는 트로츠키주의 용어이다. 이 용어는 레프 트로츠키가 고안하였으나, 그는 그저 소련 공산당의 비민주적 의사결정에 불만을 표했을 뿐이었고 소비에트 연방을 타락한 노동자국가로 생각하지는 않았다.
일부 트로츠키주의자들은 타락한 노동자국가론 대신 국가자본주의와 보나파르트주의로 소련과 동구권을 정의할 것을 제안했으나, 이 견해는 노동자 인터내셔널 위원회와 국제주의 공산주의자 연합에 의해 비판받았고, 결코 받아드려지지 않았다.